# Els reis del crim
Els reis del crim (títol original: 3000 Miles to Graceland) és una pel·lícula estatunidenca d'acció dirigida per Demian Lichtenstein, estrenada l'any 2001. Ha estat doblada al català.

## Argument
El Riviera, un casino de Las Vegas, acull una convenció de fans d'Elvis Presley, durant la qual tothom es disfressa amb la cara del King. Cinc malfactors hi veuen l'ocasió de buidar les caixes del casino disfressant-se ells també amb la finalitat de passar totalment desapercebuts. Però l'atracament es converteix en un bany de sang i en ell repartiment del botí, la tensió puja i Murphy, un psicòpata, decideix guardar-ho tot per a ell eliminant els seus còmplices. Però Michael ha tingut la idea de posar-se una armilla anti-bales i es llança a la persecució del traïdor.

## Repartiment
- Kurt Russell: Michael Zane
- Kevin Costner: Thomas J. Murphy
- Courteney Cox: Cybil Waingrow
- David Kaye: Jesse Waingrow
- Kevin Pollak: Marshal Damitry
- Thomas Haden Church: Marshal Quigley
- Christian Slater: Hanson
- David Arquette: Gus
- Jon Lovitz: Jay Peterson
- Howie Long: Jack
- Bokeem Woodbine: Franklin
- Ice-T: Hamilton
- Louis Lombardi: Otto Sinclair
- Paul Anka: Pit Boss
- Sabés Budde: el periodista al casino

## Música
1. "Filter" - It's Gonna Kill Me
2. "The Crystal Method" -Vapor Trail
3. "Hardknox" -Come In Hard
4. "George S. Clinton" -Franklin's Requiem
5. "Elvis Presley" -Such a Night
6. "BT" -Smartbomb
7. "Hednoize" -Loaded Gun
8. Bender " -Angel Dust
9. "Uncle Kracker" -Who's Your Uncle?
10. "Kenny Wayne Shepherd" -In 2 Deep
11. "Spineshank" -New Disease
12. "Hednoize" -Loaded Gun
13. "Hed PE" -Killing Time
14. "Alabama 3" -Mansion on the Hill
15. "Nothingface" -Bleeder